# Parafia św. Mateusza w Smoszewie
Parafia pw. Świętego Mateusza w Smoszewie – parafia rzymskokatolicka należąca do dekanatu zakroczymskiego, diecezji płockiej, metropolii warszawskiej. 

## Miejsca święte

### Kościół parafialny
Kościół pw. św. Maksymiliana w Smoszewie - czwarta świątynia na tym terenie.

### Dawniej posiadane lub użytkowane przez parafię świątynie
- Drewniany kościół - trzecia świątynia na tym terenie[2]. Spłonął w 1971 r.[2]. Stał ponad 200 lat[2]. Zachował się fragment belki[2].